# The Streets
Geoffrey Michael Skinner (Birmingham, 27 de Novembro de 1978), mais conhecido por seu nome artístico The Streets, é um cantor britânico de indie rock, grime e hip hop de Birmingham, Reino Unido.

## História
Skinner começou a experimentar com o teclado na tenra idade de cinco anos. Como um adolescente, ele construiu um estúdio de gravação em miniatura em seu quarto. Começou a escrever hip hop e música de garagem em sua casa em West Heath, Birmingham, com um grupo de outros rappers, incluindo o melhor amigo Chris Panton. Skinner começou a fazer músicas com a idade de quinze anos.

## Discografia
- Original Pirate Material (2002)
- A Grand Don't Come for Free (2004)
- The Hardest Way to Make an Easy Living (2006)
- Everything Is Borrowed (2008)
- Cyberspace and Reds (2011)
- Computers and Blues (2011)